# السيح الشمالي (الأفلاج)
السيح الشمالي (القطين) هو مركز من فئة (ب) يقع في محافظة الأفلاج، والتابعة لمنطقة الرياض في السعودية. يبعد مركز السيح الشمالي عن محافظة الأفلاج بمسافة تقارب (8) كم.
بلغ عدد سكان السيح الشمالي حسب تعداد 1431هـ/2010م ما يقارب 244 نسمة.